# Calamagrostis suka
Calamagrostis suka är en gräsart som beskrevs av Carlos Luis Spegazzini. Calamagrostis suka ingår i släktet rör, och familjen gräs. Inga underarter finns listade i Catalogue of Life.